# Sint-Lambertuskerk (Vorstenbosch)
De Sint-Lambertuskerk is de rooms-katholieke kerk van Vorstenbosch. 
Het gebouw stamt uit 1932 en is ontworpen door Hendrik Christiaan van de Leur. Het is een zogeheten christocentrische kerk met een breed schip en smalle zijbeuken. In de kerk is met veelkleurige tegels en keperbogen een rijke versiering aangebracht, die doet denken aan de baksteenarchitectuur van Dom Bellot, van wie Van de Leur een leerling was. Het interieur kent elementen van het expressionisme en de art-decostijl.
In het koor van de kerk zijn vijf reliëfpanelen aangebracht die afkomstig zijn uit de preekstoel die in 1858 vanuit Erp naar Vorstenbosch is overgebracht. Zij stellen de vier evangelisten en de Verlosser voor.
In de kerk zijn tal van beelden te vinden die heiligen voorstellen met hun attributen, zoals de Heilige Isidorus, met spade, de Heilige Appolonia, met nijptang, de Heilige Catharina van Siena, met beker, enzovoorts. In de Mariakapel is een Maria met kindje Jezus te vinden uit 1955, vervaardigd door H. Suiskens.
In het priesterkoor hangt een drieluik, waarop de Verzoeking van de Heilige Antonius is afgebeeld en dat in bruikleen gegeven door het Sint-Antonius abt gilde.
Het orgel, afkomstig uit de Waterstaatskerk, stamt uit 1880 en is gebouwd door Adrianus Kuijte uit Oss. Het is gerestaureerd van 1992-1994.
Zowel de kerk als het daarin aanwezige orgel zijn geklasseerd als rijksmonument.